# العلاقات البالاوية التوغوية
العلاقات البالاوية التوغولية هي العلاقات الثنائية التي تجمع بين بالاو وتوغو.

## مقارنة بين البلدين
هذه مقارنة عامة ومرجعية للدولتين:
| وجه المقارنة                                              | بالاو                         | توغو            |
| --------------------------------------------------------- | ----------------------------- | --------------- |
| المساحة (كم2)                                             | 465                           | 56.78 ألف       |
| عدد السكان (نسمة)                                         | 21.73 ألف                     | 7.80 مليون      |
| الكثافة السكانية (ن./كم²)                                 | 4.67 ألف                      | 137.37          |
| العاصمة                                                   | نغيرولمود، كورور              | لومي            |
| اللغة الرسمية                                             | لغة إنجليزية، اللغة البالاوية | لغة فرنسية      |
| العملة                                                    | دولار أمريكي                  | فرنك غرب أفريقي |
| الناتج المحلي الإجمالي (بليون دولار)                      | 291.54 مليون                  | 4.81 مليار      |
| الناتج المحلي الإجمالي (تعادل القوة الشرائية) بليون دولار | 326.12 مليون                  | 10.67 مليار     |
| الناتج المحلي الإجمالي الاسمي للفرد دولار أمريكي          | 13.50 ألف                     | 559             |
| الناتج المحلي الإجمالي للفرد دولار أمريكي                 | 14.76 ألف                     | 1.43 ألف        |
| مؤشر التنمية البشرية                                      | 0.780                         | 0.484           |
| رمز المكالمات الدولي                                      | +680                          | +228            |
| رمز الإنترنت                                              | .pw                           | .tg             |
| المنطقة الزمنية                                           | ت ع م+09:00                   | 00              |

## منظمات دولية مشتركة
يشترك البلدان في عضوية مجموعة من المنظمات الدولية، منها:
| علم المنظمة | اسم المنظمة                                 | تاريخ انضمام بالاو | تاريخ انضمام توغو |
| ----------- | ------------------------------------------- | ------------------ | ----------------- |
|             | مجموعة دول أفريقيا والكاريبي والمحيط الهادئ | ?                  | ?                 |
|             | مؤسسة التنمية الدولية                       | 16 ديسمبر 1997     | 21 أغسطس 1962     |
|             | الأمم المتحدة                               | 15 ديسمبر 1994     | 20 سبتمبر 1960    |
|             | البنك الدولي للإنشاء والتعمير               | 16 ديسمبر 1997     | 1 أغسطس 1962      |
|             | منظمة حظر الأسلحة الكيميائية                | ?                  | ?                 |
|             | مؤسسة التمويل الدولية                       | 16 ديسمبر 1997     | 4 سبتمبر 1962     |
|             | وكالة ضمان الاستثمار متعدد الأطراف          | 16 ديسمبر 1997     | 15 أبريل 1988     |
|             | يونسكو                                      | 20 سبتمبر 1999     | 17 نوفمبر 1960    |